# Szúrós luc

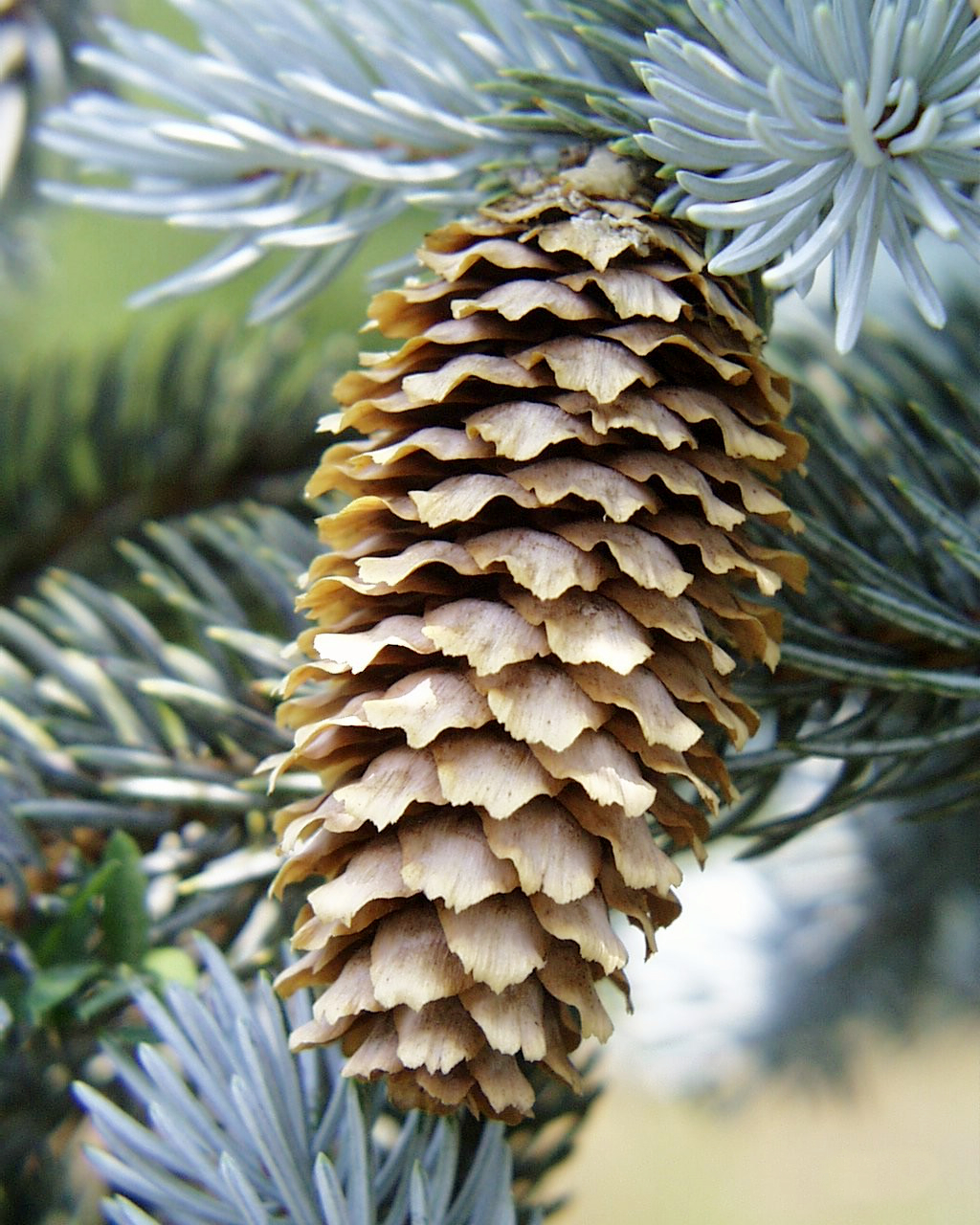
Érett toboz

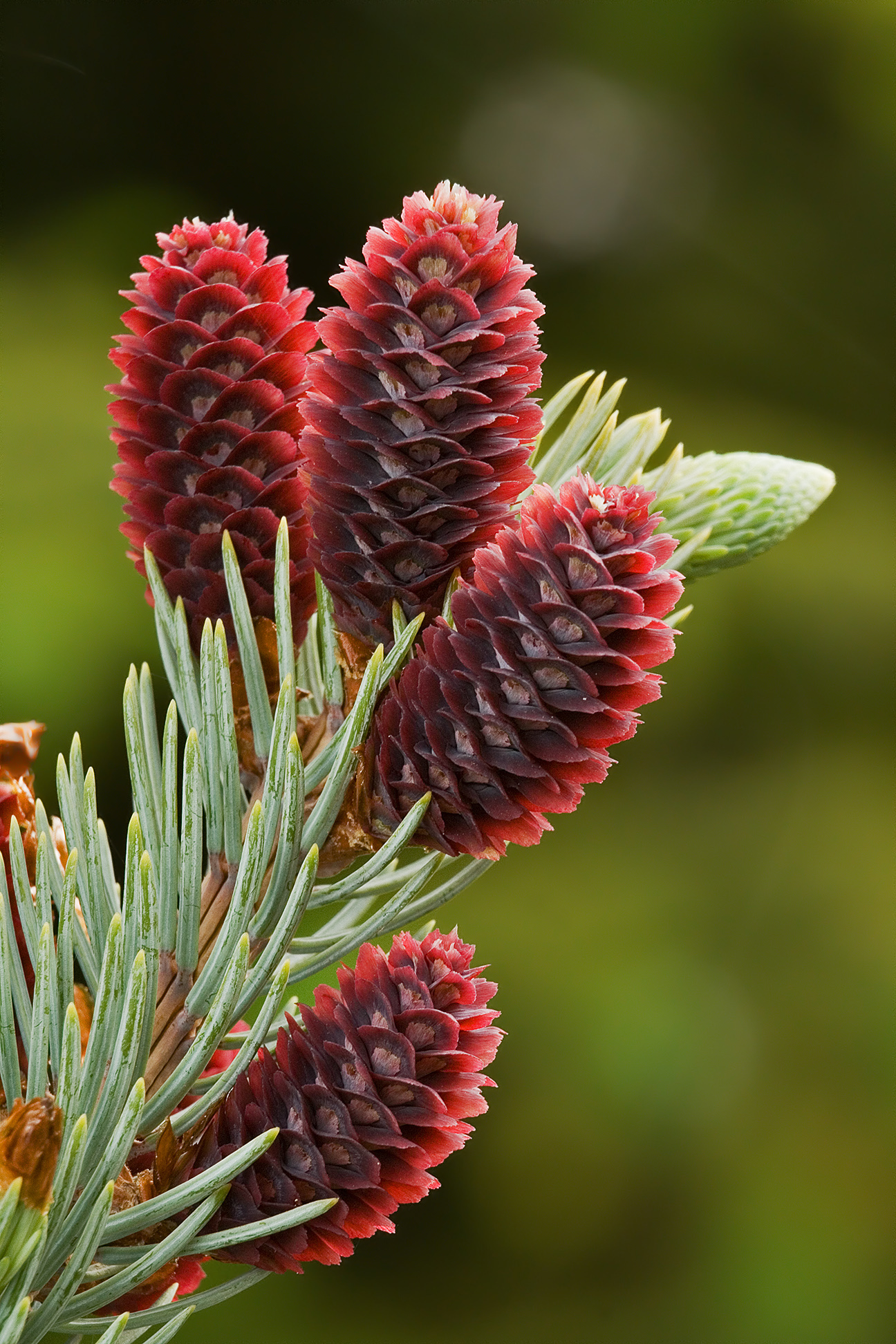
Éretlen toboz

A szúrós luc (Picea pungens) a fenyőfélék (Pinaceae) családjában a lucfenyő nemzetség egyik faja. Kékeszöld, vastag viaszréteggel borított levelű változata az ezüstfenyő.

## Elterjedése
Észak-Amerika nyugati részén honos Délkelet-Idahótól és Délnyugat-Wyomingtól Utah és Colorado államokon át délre Arizonáig és Új-Mexikóig. Eredeti termőhelyén kék lucnak nevezik. 1750-3000 méterig hatol fel, de a sziklás-hegységi szürke luctól (Picea engelmannii) eltérően az alhavasi öv határát, a felső fahatárt nem éri el. Leggyakrabban völgyekben, vízfolyások mentén nő, ahol a talaj nedvesebb, mint amit a kevés csapadék indokolna.
Tisztán szúrós lucosok ma már nem léteznek.

## Megjelenése, felépítése
Középtermetű, örökzöld fa: többnyire 25-30, nagyon ritkán 46 méter magasra nőhet, törzsének átmérője mintegy másfél méter lehet. Szabályos, nagyon kihegyezett kúp formájú koronát növeszt igen sok ággal, a korona a fa korosodásával hengeresebbé válik. A nagyobb ágak vízszintesek, az idősebb példányokon a talajhoz közeliek enyhén lecsüngenek. A hajtástengelyek fényes világosbarnák, kopaszok.
Kérge vékony, barnásvörös vagy barnásszürke, 5–10 cm-es pikkelyekben durván hámlik. Fiatal ágai sárgásbarnák vagy csaknem fehérek, szinte szőrtelenek. A keskeny-tojásdad alakú, kb. 6 cm-es rügyeken sok lándzsaszerű rügypikkely látható.
Rombusz keresztmetszetű tűlevelei körkörösen nőnek, de a hajtások felső oldalán sűrűbben, csúcsukon csomóban. Hosszuk 1,5–3 cm, igen merevek, szúrósak, enyhén előre- és felívelők. Több csík húzódik végig rajtuk gázcserenyílásokkal, csúcsuk élesen kihegyezett. Színük a ritka teljesen zöldtől a szürkészöldön át a kékeszöldig terjed; a vad populációkban többnyire kékeszöld, ritkán egészen zöld, de fáról fára igen különböző lehet — a kultúrváltozatok leggyakrabban kékes- vagy hamvas szürkészöldek.
A kissé meggörbült, karcsú hengeres termős tobozok lelógnak az ágakról. Fiatalon barnás-bíbor színűek, éretten szürkésbarnák, hosszuk 6–11 cm, zárt állapotban 2 cm, kinyílva 4 cm szélesek. A lazán elhelyezkedő, papírszerű, 20–24 mm hosszú tobozpikkelyek szegélye hullámos, a csúcsnál finoman fogazott. A megporzás után 5-7 hónappal érnek be. Magjai 3–4 mm hosszúak, karcsú, 10–13 mm hosszú szürkésbarna szárnnyal.
A szúrós luc általában nem képez hibrideket más lucfajokkal, csak nagyon ritkán a sziklás-hegységi szürke luccal (Picea engelmannii).

## Életmódja, termőhelye
A legigénytelenebb fenyők közé tartozik; szinte bármilyen talajon megél. A szárazságot és a szennyezett levegőt is elviseli.
Hazája az Egyesült Államok délnyugati része, de állományt nem alkot. Bár párás klímában és jó talajon fejlődik legszebben, elég jól tűri a szárazabb, páraszegény klímát is, különösen a viaszosabb lombú, ezüstös-kékes fajták. A nálunk elterjedt Picea-fajok közül a legvárostűrőbb és talán a legdekoratívabb faj.

## Változatai

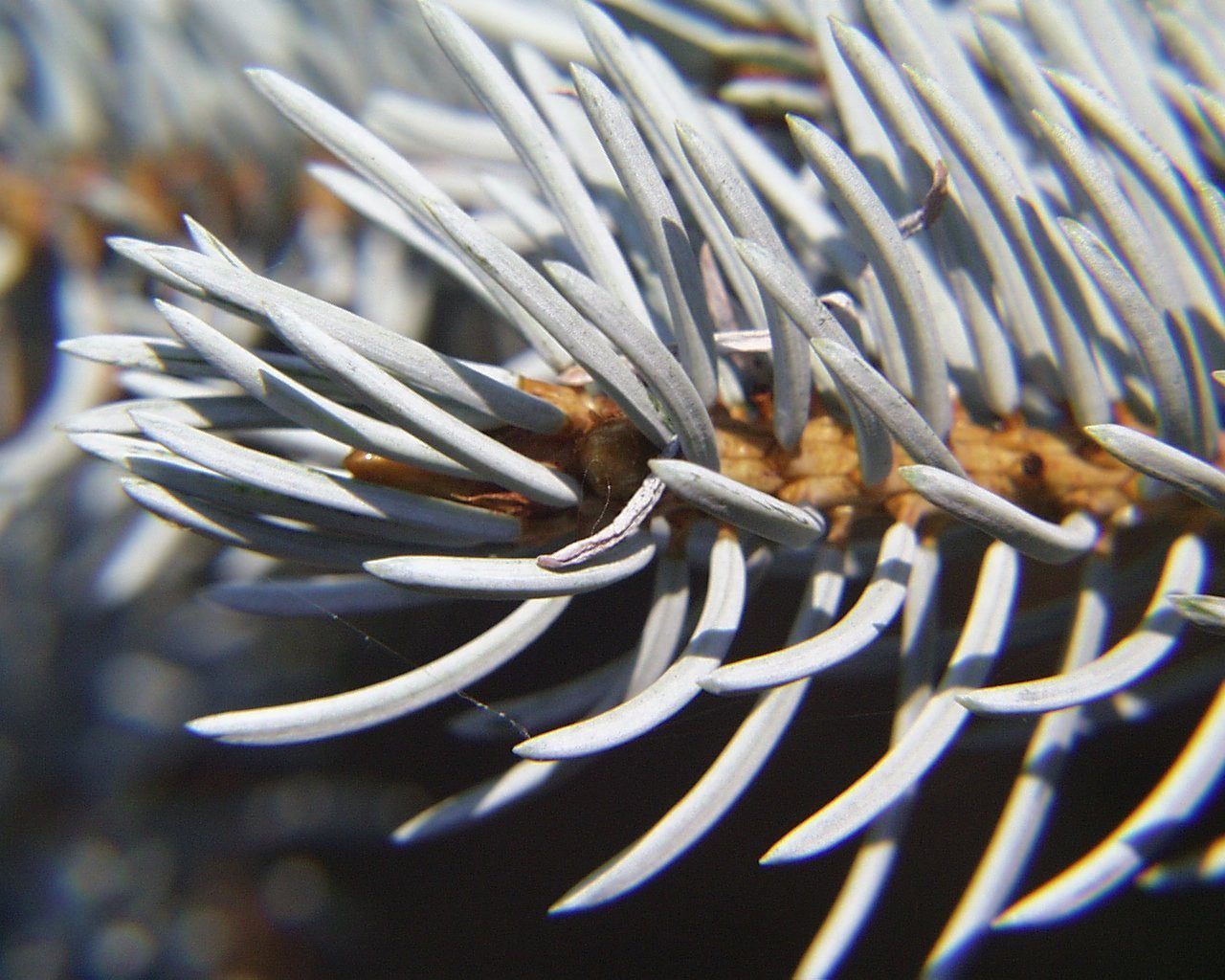
Tűlevelei közelről

Európai kertekben, arborétumokban a zöldebb törzsalak igen ritka, a feltűnő, kékes-ezüstös tűlevelű ezüstfenyő viszont népszerű. Ez botanikailag mind egy alak (P. pungens f. glauca).
- Picea pungens f. Glauca — ezüstfenyő, a magvetésből kiválogatott, ezüstös lombú példányok gyűjtőneve. A válogatás után az igazán ezüstös lombú növényeket vegetatívan, oltással szaporítják tovább. 12–15 m magasra nő; koronája széles, szabályos kúp. 1,5–2 cm hosszú, szúrós levelei kékes- vagy szürkészöldek. Az oltványok a magoncoknál lassabban nőnek, és koronájuk is lassabban alakul ki.
- Picea pungens 'Glauca Globosa' — az ezüstfenyő törpe növésű változata. Igen lassan nő (száraz levegőn még lassabban); 10 éves korában alig fél méteres, és később sem növi túl az egy métert. Ágrendszere fiatalon lazább, később besűrűsödik. Koronája széles, szabályos kúp.
- Picea pungens 'Hoopsii' - nagyon szép kúpos alakú, közepesen erős növekedésű. Viszonylag hosszú tűi télen-nyáron kifejezetten ezüstösek. Jelenleg nálunk  ez a legkedveltebb fajta.[7]
- Picea pungens 'Hoto'
- Picea pungens 'Iseli Fastigiata'
- Picea pungens 'Koster' - lombozata feltűnően hamvas ezüstöskék színű
- Picea pungens 'Oldenburg'
- Picea pungens 'Thomsen'

## Felhasználása
Európában homokos területek fásítására használják, de parkokban és kerti díszfaként is a legismertebb észak-amerikai fenyőfélék közé tartozik. Az ezüstfenyő karácsonyfának is igen keresett.

## Kártevői
A többi lucfenyőhöz hasonlóan gyakran a gubacstetű támadja meg.

## Fordítás
- Ez a szócikk részben vagy egészben a Picea_pungens című angol Wikipédia-szócikk ezen változatának fordításán alapul.  Az eredeti cikk szerkesztőit annak laptörténete sorolja fel. Ez a jelzés csupán a megfogalmazás eredetét és a szerzői jogokat jelzi, nem szolgál a cikkben szereplő információk forrásmegjelöléseként.